# Storia della lingua spagnola
La lingua nota oggi come spagnolo deriva da un dialetto del latino parlato sviluppatosi nella parte centro-settentrionale della Penisola iberica, in quella che adesso è la Spagna settentrionale. Nel corso degli ultimi mille anni, la lingua si diffuse a sud verso il Mar Mediterraneo, e successivamente viene esportata nell'impero coloniale spagnolo, in particolare nelle Americhe. Oggi è la lingua ufficiale di 21 nazioni e di numerose organizzazioni internazionali, ed è una delle sei lingue ufficiali delle Nazioni Unite.
Lo sviluppo della fonologia spagnola risulta distinto da quello delle altre lingue romanze per diverse caratteristiche:
- dittongazione della E e O breve accentate latine in sillaba chiusa come pure aperta (tiempo, puerta);
- palatalizzazione dei gruppi latini -NN- e -LL- (año, silla);
- la fusione fonemica di /b/ e /v/, rendendo, per esempio, il nome tubo e il verbo tuvo foneticamente equivalenti (in tutti i contesti tranne quelli di ipercorrezione o pronuncia ortografica).[1]
- spirantizzazione di /b/, /d/, e /g/ — non solo dal latino originario B, D, e G (come nello sp. probar, sudar, legumbre), ma anche dal latino P, T, e C (come nello sp. sabe, vida, lago);
- desonorizzazione e ulteriore sviluppo delle sibilanti spagnole medievali, producendo (1) la velare fricativa [x] in parole come caja, hijo, gente, e (2) — in molti dialetti della Spagna, comprese le varietà prestigiose di Madrid, Toledo, ecc. — la interdentale [θ] in parole come cinco, hacer, e lazo; e
- aspirazione ed eventuale perdita della F latina, segnata nella grafia moderna dalla ‹h› muta in parole come hablar, hilo, hoja.

Il sistema latino delle quattro coniugazioni del verbo  nello spagnolo viene ridotto a tre. Gli infiniti latini con le terminazioni -ĀRE, -ĒRE, e -ĪRE diventano rispettivamente gli infiniti spagnoli in -ar, -er, e -ir. La terza coniugazione latina — infiniti terminanti in -ĔRE — viene ridistribuita tra quelle in -er e -ir (per es. FACĔRE > hacer, DICĔRE > decir)
La morfologia verbale spagnola continua a usare alcune forme sintetiche latine, sostituite da quelle analitiche in francese e italiano (cfr. sp. lavó, fr. il a lavé, it. lavò), e il modo congiuntivo spagnolo mantiene separate le forme del presente e del passato.
La sintassi spagnola fornisce una traccia evidente di alcuni oggetti diretti: il cosiddetto a "personale". Lo spagnolo, unico tra le lingue romanze, mantiene l'uso di un "ridondante" pronome oggetto indiretto (le, les), anche in presenza di un sintagma nominale oggetto indiretto. In merito ai pronomi soggetto, lo spagnolo (come l'italiano) è una lingua pro-drop, vale a dire che il sintagma verbale può spesso stare da solo senza l'uso di un pronome soggetto (o sintagma nominale soggetto). Confrontata ad altre lingue romanze, lo spagnolo ha una sintassi alquanto più libera, con restrizioni relativamente minori per quanto concerne l'ordine dei costituenti della frase soggetto-verbo-oggetto.
A causa del prolungato contatto linguistico con altre lingue, il lessico spagnolo contiene prestiti dal basco, dall'arabo e dalle lingue indigene delle Americhe.
Gli accenti (acuti) — usati nello spagnolo moderno per marcare la vocale della sillaba tonica in parole dove l'accento non è previsto di norma — entra in uso in modo sporadico nel XV secolo, e più massicciamente nel XVI secolo. Il loro uso inizia ad essere standardizzato nel XVIII secolo con l'avvento della Accademia Reale Spagnola.

## Storia esterna

Nella Spagna esistono diverse lingue: galiziano o galego, asturiano, catalano e basco, quelle più parlate e diffuse accanto al castigliano, non sono dialetti (il basco addirittura appartiene ad una famiglia linguistica diversa) ma lingue in tutti i sensi del termine. La lingua che al di fuori dei paesi in cui è parlata viene chiamata spagnolo (Spanish, espagnol, e via dicendo) è anche chiamata castigliano, denominazione preferibile dal punto di vista tecnico, ed è parlata e conosciuta con piccole varianti in tutta l'estensione geografica della Spagna accanto alle altre lingue, che hanno ricevuto carattere di co-ufficialità nelle rispettive Comunità autonome nella Costituzione del 1978. Queste lingue si sono sempre sviluppate con alterne sorti parallelamente al castigliano nelle diverse zone della penisola Iberica. In particolare il galego e il catalano vantano una ricca tradizione culturale e letteraria tanto antica quanto quella del castigliano, mentre dal 1978 in poi anche le altre hanno conosciuto un rifiorire nell'uso, anche letterario, e nell'insegnamento.
Nelle sue prime forme documentate e approssimativamente fino al XV secolo, il castigliano viene chiamato abitualmente spagnolo antico o medievale, anche se i successivi stati linguistici che si possono osservare nei testi rimasti dal secolo IX al XV sono molto diversificati. Dal XVI secolo in poi, grosso modo, viene chiamato spagnolo moderno. Lo spagnolo del XVI e XVII secolo è talvolta qualificato come "classico", in riferimento alle qualità letterarie di questo periodo. Diversamente dall'inglese e francese, per lo sviluppo dello spagnolo non si è soliti parlare di uno stadio "medio". Lo spagnolo castigliano prosegue, dopo il crollo dell'impero romano, come continuazione del latino parlato nei monti cantabrici, nella Spagna settentrionale, nell'VIII e IX secolo, secondo il parere dei maggiori studiosi. Con la Reconquista, questo dialetto settentrionale si diffuse lentamente verso sud, nei territori a mano a mano conquistati ai musulmani araboparlanti, dove in un lungo processo assorbe o sostituisce i dialetti latini locali (rimasti come forme di comunicazione domestica in convivenza con l'arabo), ma al tempo stesso attinge in modo massiccio dal vocabolario degli arabi moreschi e viene influenzato dal mozarabico (il linguaggio romanzo dei cristiani lasciato in territorio moresco) e dal giudeo-spagnolo (ladino), lingue queste, già quasi completamente scomparse nella penisola iberica nel tardo secolo XVI.
Il prestigio di cui godeva la Vecchia Castiglia e la sua lingua viene a propagarsi in parte con le gesta degli eroi castigliani nelle battaglie della Reconquista — tra i quali ricordiamo Fernán González e Rodrigo Díaz de Vivar (El Cid) — e tramite i poemi cavallereschi che di loro parlavano, recitati in castigliano anche fuori dall'originario territorio di questo dialetto.
Secondo la tradizione filologica, si pensa che il "primo spagnolo scritto" si trovi nelle cosiddette glosse emilianensi, dove vi sono appunto "glosse" (traduzioni di parole isolate e frasi in una forma più simile allo spagnolo che al latino) aggiunte tra le righe di un manoscritto scritto precedentemente in latino. La datazione stimata varia dal tardo X all'inizio dell'XI secolo.
I primi passi verso la standardizzazione del castigliano scritto vennero fatti nel XIII secolo dal re Alfonso X di Castiglia, noto come Alfonso il Saggio, il quale raggruppò alla sua corte scribi, supervisionando i loro scritti, in castigliano, costituiti da opere di storia, astronomia, giurisprudenza e altri campi della conoscenza.
Antonio de Nebrija scrisse la prima grammatica di lingua spagnola, Gramática de la lengua castellana, e la presentò, nel 1492, alla regina Isabella, quasi prevedendo l'imminenza dell'impero a venire con i viaggi di Colombo.
Dato che lo spagnolo antico somiglia abbastanza alla lingua scritta moderna, oggi un lettore spagnolo può riuscire a leggere i documenti medievali senza troppa difficoltà.
L'Accademia Reale Spagnola venne fondata nel 1713, in gran parte con lo scopo di preservare la "purezza" della lingua, e pubblicò il suo primo dizionario in sei volumi durante il periodo 1726–1739, e la sua prima grammatica nel 1771,, continuando di volta in volta a produrre nuove edizioni sia dell'uno che dell'altra. Oggi, ogni nazione di lingua spagnola ha un'analoga accademia linguistica, e nel 1951 viene fondata l'Associazione delle Accademie di Lingua Spagnola.
All'inizio del XVI secolo, la colonizzazione spagnola portò la lingua nelle Americhe (Messico, America Centrale e da un capo all'altro del Sud America), dove è parlata ancora oggi, come pure in misura molto minore in molti arcipelaghi e isole del Pacifico: le Filippine, Palau, le Marianne (compresa Guam), e in ciò che oggi sono gli Stati Federati della Micronesia.
L'uso della lingua nelle Americhe venne continuato dai discendenti degli spagnoli, sia dai creoli spagnoli che da coloro che diventeranno in maggior parte di sangue misto spagnolo-amerindio (i cosiddetti mestizo). Dopo le guerre di indipendenza combattute da queste colonie nel XIX secolo (1810-1825), la nuova élite governante estese il loro spagnolo all'intera popolazione onde rafforzare l'unità nazionale; l'incoraggiamento verso tutti i nativi a parlare fluentemente lo spagnolo ha avuto un grande successo, tranne nelle parti isolate delle precedenti colonie spagnole.
Nel tardo secolo XIX, le colonie ancora spagnole di Cuba e Porto Rico favoriranno l'immigrazione dalla Spagna, e similmente le altre nazioni dell'America Latina come Argentina, Uruguay e in misura minore Cile, Colombia, Messico, Panama e Venezuela, attraendo ondate di immigrazione europea, spagnola e non, nel tardo XIX e inizio del XX secolo. Grandi gruppi di popolazione delle nazioni (una minoranza piuttosto consistente) dei discendenti della seconda e terza generazione adottarono la lingua spagnola in seguito alle politiche di assimilazione ufficiale dei governi latinoamericani, compresi gli europei di religione cattolica, favorevoli a prestare giuramento di fedeltà al governo della loro nazione prescelta.
Quando gli Stati Uniti entrarono in possesso di Porto Rico in conseguenza della guerra ispano-americana, la sua popolazione — costituita quasi interamente da spagnoli e da afro-caraibici di sangue misto (mulato e mestizo) — conservò l'eredità del suo spagnolo come lingua madre, insieme all'inglese-americano imposta come lingua co-ufficiale. Nel XX secolo, più di un milione portoricani emigrarono negli Stati Uniti
Una situazione similare si verificò nell'America sud-occidentale, tra cui California, Arizona, Nuovo Messico e Texas, dove gli spagnoli, i creoli (tejanos, californios, ecc.) seguiti dai chicanos (americani messicani) e successivamente da immigranti messicani, conservarono viva la lingua spagnola, prima, durante e dopo l'appropriazione americana di quei territori in seguito alla guerra messico-statunitense. Lo spagnolo continua ad essere usato da milioni di cittadini statunitensi e immigranti provenienti dall'America Latina (per esempio, molti cubani arrivati a Miami (Florida), allorché iniziava la rivoluzione cubana nel 1959, e seguiti da altri gruppi latino-americani; la maggioranza locale è adesso di lingua spagnola. Lo spagnolo è ora considerato come la "seconda lingua" della nazione, mentre oltre il 5% della popolazione statunitense parla lo spagnolo, ma la maggior parte degli americani latino/ispanici sono bilingui o parlano regolarmente l'inglese.
La presenza dello spagnolo nella Guinea Equatoriale risale al tardo XVIII secolo, e venne adottato come lingua ufficiale quando nel 1968 venne concessa l'indipendenza.
Lo spagnolo è ampiamente parlato nel Sahara Occidentale, già protettorato/colonia della Spagna dal 1880-90 al 1970-80. È anche parlato in alcune luoghi degli Stati Uniti non facenti parte dell'impero spagnolo, come nello Spanish Harlem a New York, prima da immigranti provenienti da Portorico, e successivamente da altri immigranti latino-americani arrivati verso la fine del XX secolo.
Nel 1492 la Spagna espelle la sua popolazione ebraica. La loro lingua giudeo-spagnola, chiamata ladino, si sviluppa seguendo una sua direzione precisa, continuando ad essere parlata da un numero sempre minore di parlanti, principalmente in Israele, Turchia e Grecia.
Nelle Marianne, la lingua spagnola si conservò fino alla guerra del Pacifico, ma attualmente è parlata soltanto da un ristretto numero di persone.
La politica linguistica nella Spagna franchista veniva a dichiarare lo spagnolo come la sola lingua ufficiale in Spagna, e al giorno d'oggi è la lingua utilizzata in massima parte dal governo, negli affari, nell'educazione pubblica, nei posti di lavoro, nella cultura e nell'arte, e dai media. Negli anni '60 e '70, il parlamento spagnolo permise alle province l'uso di tre altre lingue nei documenti ufficiali: catalano per la Catalogna, basco per le province basche e galiziano per la Galizia. Agli inizi degli anni ottanta, allorché la Spagna diventa una democrazia, queste lingue regionali e minoritarie vengono reintegrate nell'uso comune come lingue secondarie, ma lo spagnolo resta comunque la lingua universale del popolo spagnolo.
Quando nel 1945 fu fondata l'organizzazione delle Nazioni Unite, lo spagnolo venne designato come una delle cinque lingue ufficiali (insieme al cinese, inglese, francese e russo; una sesta lingua, l'arabo, venne aggiunta nel 1973).
La lista dei premi Nobel per la Letteratura comprende undici autori di lingua spagnola (José Echegaray, Jacinto Benavente, Gabriela Mistral, Juan Ramón Jiménez, Miguel Ángel Asturias, Pablo Neruda, Vicente Aleixandre, Gabriel García Márquez, Camilo José Cela, Octavio Paz e Mario Vargas Llosa).

## Influenze
Molti castigliani partecipanti alla reconquista, e più tardi alle campagne di ripopolazione, furono di discendenza basca, e questo viene messo in evidenza da molti toponimi sparsi per tutta la Spagna. L'influenza della fonologia basca è accreditata da alcuni ricercatori per l'attenuazione delle labiodentali dello spagnolo, in cui la labiodentale [v] vira verso la [β], cancellando alla fine la labiodentale [f]. Altri negano o minimizzano l'influenza basca, asserendo che questi mutamenti avvengono nei dialetti colpiti in modo del tutto indipendente l'uno dall'altro in conseguenza di cambiamenti interni (vale a dire, fattori linguistici, non influenze esterne). È inoltre possibile che le due cause, interne ed esterne, abbiano lavorato concordemente intensificandosi a vicenda.
Sebbene in maggior parte le lingue germaniche ne siano colpite pochissimo durante lo sviluppo fonologico, molte parole spagnole di origine germanica sono comunissime in tutte le varietà dello spagnolo quotidiano. I termini che indicano direzioni cardinali (norte, este, sur, oeste), per esempio, sono tutti ripresi da parole germaniche (confronta north, east, south e west dell'inglese moderno), in quanto nell'antico spagnolo non esistevano este e oeste ma i termini oriente e occidente. Questo prestito è dovuto al contatto con i marinai dell'Atlantico.
Nel 711 la Spagna venne invasa dai mori, che portarono nella penisola iberica la lingua araba. Da allora fino alla caduta dell'emirato di Granada (1492), lo spagnolo attinse dal vocabolario arabo e, inoltre, anticamente, veniva scritto in alfabeto arabo.

## Storia interna
I primi mutamenti fonetici nella storia dello spagnolo, già dal IX secolo, sono da riferirsi a "errori di ortografia" nella scrittura del latino, a parole isolate e occasionalmente ad alcuni testi. Il miscuglio variegato di convenzioni ortografiche utilizzate in questi materiali complicano il compito di ricostruire la storia dei mutamenti. La coerenza ortografica e la mole linguistica documentata aumenta enormemente a partire dal XIII secolo in poi.
Lo spagnolo condivide con altre lingue romanze la maggior parte dei cambiamenti fonologici e grammaticali che caratterizzano il latino volgare, come l'abbandono della lunghezza vocalica diversificata, la perdita del sistema paradigmatico dei casi a favore dei nomi, e la scomparsa dei verbi deponenti.

### Sincope
La sincope nella storia dello spagnolo si riferisce alla scomparsa di una vocale atona nella sillaba che immediatamente precede o segue la sillaba accentata. All'inizio della sua storia, lo spagnolo perse tali vocali allorché precedute o seguite da R o L, e tra S e T.
| sincope arcaica nello spagnolo | sincope arcaica nello spagnolo      | sincope arcaica nello spagnolo |
| Contesto                       | Parole latine                       | Parole spagnole                |
| ------------------------------ | ----------------------------------- | ------------------------------ |
| _r                             | aperīre, humerum, litteram, operam  | abrir, hombro, letra, obra     |
| r_                             | eremum, viridem                     | yermo, verde                   |
| _l                             | acūculam, fabulam, insulam, populum | aguja, habla, isla, pueblo     |
| l_                             | sōlitārium                          | soltero                        |
| s_t                            | positum, consūtūram                 | puesto, costura                |

Successivamente, dopo il periodo di sonorizzazione intervocalica, le vocali atone vennero a perdersi tra altre combinazioni di consonanti:
| sincope successiva nello spagnolo | sincope successiva nello spagnolo        | sincope successiva nello spagnolo        |
| Contesto                          | Parole latine                            | Parole spagnole                          |
| --------------------------------- | ---------------------------------------- | ---------------------------------------- |
| b_t                               | cubitum, dēbitam, dūbitam                | codo, deuda, duda                        |
| c_m, c_p, c_t                     | decimum, acceptōre, recitāre             | diezmo, azor, rezar                      |
| d_c                               | undecim, vindicāre                       | once, vengar                             |
| f_c                               | advērificāre                             | averiguar                                |
| m_c, m_n, m_t                     | hāmiceolum, hominem, comitem             | anzuelo, hombre, conde                   |
| n_c, n_t                          | dominicum, bonitāte, cuminitiāre         | domingo, bondad, comenzar                |
| p_t                               | capitālem, computāre, hospitālem         | caudal, contar, hostal                   |
| s_c, s_n                          | quassicāre, rassicāre, asinum, fraxinum  | cascar, rascar, asno, fresno             |
| t_c, t_n                          | masticāre, portaticum, trīticum, retinam | mascar/masticar, portazgo, trigo, rienda |

### Elisione
Mentre le consonanti intervocaliche sorde venivano spesso sonorizzate, molte occlusive intervocaliche (d, g, e occasionalmente b) venivano a cadere del tutto attraverso un processo chiamato elisione.
| Esempi di elisione nello spagnolo | Esempi di elisione nello spagnolo | Esempi di elisione nello spagnolo |
| Consonante                        | Parola latina                     | Parola spagnola                   |
| --------------------------------- | --------------------------------- | --------------------------------- |
| b → Ø                             | vendēbat                          | vendía                            |
| d → Ø                             | comedere, hodiē, quō modō         | comer, hoy, cómo                  |
| g → Ø                             | cōgitāre, digitum, legere, rēgem  | cuidar, dedo, leer, rey           |

### Sonorizzazione e spirantizzazione
In quasi tutte le lingue romanze occidentali le occlusive latine sorde — /p/, /t/ e /k/, rispettivamente rappresentate ortograficamente con P, T, e C — in un contesto "intervocalico" (qualificato sotto), sono sottoposte a uno, due o tre stadi successivi di lenizione, dalla sonorizzazione alla spirantizzazione verso, in alcuni casi, l'elisione (cancellazione). Nello spagnolo queste tre consonanti in genere subiscono sia la sonorizzazione che la spirantizzazione, dando rispettivamente come risultato le fricative sonore: [β], [ð] e [ɣ].
Il contesto fonologico di questi mutamenti non è solo tra vocali, ma anche dopo una vocale e prima di una consonante sonorante come /r/ (latino patrem > spagnolo padre) — ma non al contrario (latino partem > spagnolo parte, non *parde).
| Esempi di sonorizzazione e spirantizzazione nello spagnolo | Esempi di sonorizzazione e spirantizzazione nello spagnolo | Esempi di sonorizzazione e spirantizzazione nello spagnolo                                     |
| Consonanti                                                 | Parola latina                                              | Parola spagnola                                                                                |
| ---------------------------------------------------------- | ---------------------------------------------------------- | ---------------------------------------------------------------------------------------------- |
| p → b [β]                                                  | aperīre, cooperīre, lupum, operam, populum, capram         | abrir [aˈβrir], cubrir [kuˈβrir], lobo [ˈloβo], obra [ˈoβra], pueblo [ˈpweβlo], cabra [ˈkaβra] |
| t → d [ð]                                                  | cīvitātem, latum, mūtāre, scūtum, petram                   | ciudad [θjuˈðað], lado [ˈlaðo], mudar [muˈðar], escudo [esˈkuðo], piedra [ˈpjeðra]             |
| c → g [ɣ]                                                  | focum, lacum, locum, saeculum, sacrātum                    | fuego [ˈfweɣo], lago [ˈlaɣo], luego [ˈlweɣo], siglo [ˈsiɣlo], sagrado [saˈɣraðo]               |

La forma verbale digo è un esempio interessante che mostra come appaiono i differenti mutamenti fonetici nelle diverse forme del verbo. In particolare, alcune forme di decir saranno caratterizzate dalla mutazione della /k/ nella /θ/ spagnola (cià si verifica allorché la /k/ latina è seguita da /i/ o /e/), ma in altre forme verbali la /k/ è sonorizzata e spirantizzata in /ɡ/. Questo succede anche in pochi altri verbi spagnoli terminanti in -cer o -cir, come mostrato nello schema sottostante:
| Forme con /k/ → /θ/             | Forme con /k/ → /θ/             | Forme con /k/ → /θ/         | Forme con sonorizzazione di /k/ in /ɡ/ | Forme con sonorizzazione di /k/ in /ɡ/ | Forme con sonorizzazione di /k/ in /ɡ/ |
| Italiano                        | Latino                          | Spagnolo                    | Italiano                               | Latino                                 | Spagnolo                               |
| ------------------------------- | ------------------------------- | --------------------------- | -------------------------------------- | -------------------------------------- | -------------------------------------- |
| Dire, raccontare Dice, racconta | dīcere /diːkere/ dīcet /diːket/ | decir /deˈθiɾ/ dice /ˈdiθe/ | Dico, racconto Dica                    | dīcō /diːkoː/ dīcat /diːkat/           | digo /ˈdiɡo/ diga /ˈdiɡa/              |
| Fare, fabbricare Fa, costruisce | facere /fakere/ facit /fakit/   | hacer /aˈθeɾ/ hace /ˈaθe/   | Faccio, costruisco Faccia              | faciō /fakjoː/ faciat /fakjat/         | hago /ˈaɡo/ haga /ˈaɡa/                |

### Dittongazione in sillabe aperte e chiuse
La vocali E e O brevi toniche del latino subiscono la dittongazione in molte delle lingue romanze occidentali. Nello spagnolo questo mutamento si verifica indifferentemente dal tipo di sillaba (aperta o chiusa), contrariamente al francese e all'italiano, dove ha luogo solo in sillabe aperte, e in forte contrasto con il catalano e il portoghese — lingue ugualmente della penisola iberica — dove questa dittongazione non si verifica affatto. Di conseguenza, la fonologia spagnola mostra un sistema penta-vocalico, e non epta-vocalico, tipico della maggior parte delle altre lingue romanze occidentali.
| dittongazione spagnola in sillaba aperta o chiusa | dittongazione spagnola in sillaba aperta o chiusa | dittongazione spagnola in sillaba aperta o chiusa | dittongazione spagnola in sillaba aperta o chiusa | dittongazione spagnola in sillaba aperta o chiusa | dittongazione spagnola in sillaba aperta o chiusa | dittongazione spagnola in sillaba aperta o chiusa |
| Tipo di Sillaba                                   | Latino                                            | Spagnolo                                          | Francese                                          | Italiano                                          | Catalano                                          | Portoghese                                        |
| ------------------------------------------------- | ------------------------------------------------- | ------------------------------------------------- | ------------------------------------------------- | ------------------------------------------------- | ------------------------------------------------- | ------------------------------------------------- |
| Aperta                                            | petram, focum                                     | piedra, fuego                                     | pierre, feu                                       | pietra, fuoco                                     | pedra, foc                                        | pedra, fogo                                       |
| Chiusa                                            | festam, portam                                    | fiesta, puerta                                    | fête, porte                                       | festa, porta                                      | festa, porta                                      | festa, porta                                      |

### Parole dotte e semplificazione dei gruppi consonantici
Nella seconda metà del XIII secolo, le parole dotte — vale a dire, termini "eruditi" trasmessi in parte attraverso la scrittura e perciò influenzati dalla loro forma latina — divennero sempre più frequenti con le opere di Alfonso X. Molti di questi lavori contengono gruppi consonantici che, nella trasmissione orale, si sono ridotti nei secoli scorsi ad essere più semplificati o a singole consonanti. Questo stesso processo colpisce molte di queste nuove parole, più accademiche, specialmente quando nell'antico spagnolo medievale esse si diffondono nell'uso popolare. Alcuni gruppi consonantici colpiti da questo fenomeno sono -ct-, -ct[i]-, -pt-, -gn-, -mn- e -mpt-. La maggior parte delle forme semplificate di allora sono ritornate a far parte delle forme colte o al contrario considerate come volgari.
| Riduzione dei gruppi consonantici | Riduzione dei gruppi consonantici      | Riduzione dei gruppi consonantici | Riduzione dei gruppi consonantici | Riduzione dei gruppi consonantici         |
| Gruppo consonantico               | Forma latina                           | Forma dotta                       | Forma spagnola medievale          | Forma spagnola moderna                    |
| --------------------------------- | -------------------------------------- | --------------------------------- | --------------------------------- | ----------------------------------------- |
| ct → t                            | effectum, perfectum, respectum, sectam | efecto, perfecto, respecto, secta | efeto, perfeto, respeto, seta     | efecto, perfecto, respeto/respecto, secta |
| ct[i] → cc[i] → c[i]              | affectiōnem, lectiōnem, perfectiōnem   | affección, lección, perfección    | afición, lición, perfeción        | afición/afección, lección, perfección     |
| pt → t                            | acceptāre, baptismum, conceptum        | aceptar, baptismo, concepto       | acetar, bautismo, conceto         | aceptar, bautismo, concepto               |
| gn → n                            | dignum, magnificum, significāre        | digno, magnífico, significar      | dino, manífico, sinificar         | digno, magnífico, significar              |
| mn → n                            | columnam, solemnitātem                 | columna, solemnidad               | coluna, solenidad                 | columna, solemnidad                       |
| mpt → nt                          | promptum, exemptum                     | prompto, exempto                  | pronto, exento                    | pronto, exento                            |

La maggior parte di questi termini hanno forme moderne che somigliano molto più al latino che non all'antico spagnolo. Nello spagnolo medievale, le forme semplificate erano accettabili e coesistevano (e talvolta entravano in competizione) con le forme dotte. Il sistema educativo spagnolo, e successivamente la Real Academia Española, che chiedevano che tutte le consonanti di una parola venissero pronunciate, condussero fermamente alla semplificazione della maggior parte delle forme, molte delle quali utilizzate in opere letterarie medievali e rinascimentali (talvolta intenzionalmente come arcaismi), ma da allora in poi sono state in maggior parte relegate al linguaggio popolare e incolto. Occasionalmente, nello spagnolo moderno si trovano sia nelle forme con diverse sfumature di significato che in quelle idiomatiche. Per esempio, afición è un 'appassionato di' o 'gusto per' mentre afección è 'affezione, malattia'; il respeto dello spagnolo moderno equivale a 'rispetto', mentre con respecto a significa 'per quanto concerne'.

### Vocalizzazione
Il termine "vocalizzazione" si riferisce al cambiamento di una consonante in un suono simil-vocalico. Alcune consonanti in finale di sillaba, siano già in finale di sillaba nel latino o portate in questa posizione tramite sincope, diventano semivocali. Le labiali (b, p) ottengono la semivocale arrotondata [w] (a sua volta precedentemente assorbita da una vocale arrotondata), mentre la velare c ([k]) produce la semivocale palatale [j] (la quale potrebbe palatalizzare un [t] che la segue ed essere assorbita dalla affricata palatale risultante). (Le forme debda, cobdo e dubdar sono documentate nell'antico spagnolo; ma le forme ipotetiche *oito e *noite avevano già ceduto il passo a ocho e noche già nel periodo in cui il castigliano stava diventando una lingua scritta.)
| Vocalizzazione di sillaba finale | Vocalizzazione di sillaba finale | Vocalizzazione di sillaba finale | Vocalizzazione di sillaba finale |
| Mutamento                        | Parola latina                    | Forma intermedia                 | Parola spagnola                  |
| -------------------------------- | -------------------------------- | -------------------------------- | -------------------------------- |
| p → w                            | baptistam                        | —                                | bautista                         |
| b → w                            | dēbitam                          | debda                            | deuda                            |
| b → w → Ø                        | cubitum, dubitāre                | cobdo, dubdar                    | codo, dudar                      |
| ct → ch                          | octō, noctem                     | *oito, *noite                    | ocho, noche                      |

### Fusione di /b/ e /v/
La maggior parte delle lingue romanze (ma non lo spagnolo) ha mantenuto la distinzione tra i fonemi /b/ e /v/ — rispettivamente un'occlusiva bilabiale sonora e una sorda, di solito una fricativa labiodentale. Esempi riguardanti il fonema /b/ potrebbero essere stati ereditati direttamente dal latino /b/ o essere il risultato del mutamento di sonorità del /p/ (scritti rispettivamente ‹b› e ‹p›). Il fonema /v/ era in genere derivato da quello corrispondente alla lettera latina ‹v› e si pensa venisse pronunciato [w] nel latino classico, ma successivamente "fortificato" nella condizione di consonante fricativa. In quelle lingue dove tale fonema viene ad avere articolazione labiodentale, si è suggerito che simile qualità possa essere stata il risultato dovuto all'influenza della labiodentale sorda /f/. Si è inoltre ipotizzato che l'influenza dalla lingua basca possa avere impedito la labiodentalizzazione del fonema sonoro nello spagnolo, riducendolo alla fricativa bilabiale [β], indistinguibile da casi spirantizzati del fonema /b/. Nell'ortografia dello spagnolo moderno le lettere ‹b› e ‹v› rappresentano lo stesso fonema, di solito trascritto con /b/ — realizzato in genere come la fricativa [β], tranne quando si trova all'inizio o dopo una consonante nasale, nel qual caso viene realizzato come il [b] occlusivo. La scelta ortografica di ‹b› o ‹v› dipende principalmente dall'etimologia della parola.

### Dal latinof-allo spagnoloh-
La F era quasi sempre iniziale nelle parole latine, e la maggior parte di queste venivano ad essere scritte con l'iniziale ‹h› in spagnolo, adesso in massima parte sorda (vale a dire con valore diacritico). Si è ipotizzato che la lettera ‹f› originariamente rappresentasse la labiodentale [f] latina, e che attraverso una serie di "lievi" mutamenti divenne, successivamente, bilabiale [ɸ] e dunque glottale [h] (per cui l'ortografia moderna), essendosi perduta precedentemente in modo completo nella maggior parte delle varianti. Sebbene la sostituzione di ‹f› con ‹h› nell'ortografia non sia frequente prima del XVI secolo, la prima documentazione scritta del processo risale all'863, allorché il nome latino Forticius veniva ad essere scritto Ortiço, essendo già pervenuto lo stadio di cancellazione. (Lo stesso nome appare come Hortiço in un documento datato 927). La maggior parte delle eccezioni a questi mutamenti sono o le parole dotte (vale a dire influenzate dalla loro forma scritta latina, come forma, falso, fama) o le parole la cui ‹f› iniziale nell'antico spagnolo è seguita da una non-vocale — ‹r›, ‹l›, o elemento semivocalico di un dittongo — come in frente, flor, fiesta, fuerte.
| Esempi dalla 'f-' latina alla 'h-' spagnola | Esempi dalla 'f-' latina alla 'h-' spagnola                                                                              | Esempi dalla 'f-' latina alla 'h-' spagnola                                                             |
| Consonanti                                  | Parola latina | Parola spagnola                                                                                         |
| ------------------------------------------- | --- | --- |
| f- → h-                                     | fabulāri, facere, faciendam, factum, faminem, farīnam, fēminam, fīcatum, fīlium, foliam, fōrmōsum, fūmum, fungum, furcam | hablar, hacer, hacienda, hecho, hambre, harina, hembra, hígado, hijo, hoja, hermoso, humo, hongo, horca |

### Sviluppo moderno delle sibilanti dell'antico spagnolo
Durante il XVI secolo, i tre fonemi sibilanti sonori — /d͡z/ (affricata dentale sonora), /z/ (fricativa apicoalveolare sonora) e /ʒ/ (fricativa alveopalatale sonora), come nell'antico spagnolo rispettivamente fazer, casa e ojo — persero la sonorità fondendosi con le loro corrispettive sorde, /t͡s/, /s/ e /ʃ/, come rispettivamente in caçar, passar e baxar. La lettera ‹ç›, chiamata ‹c› cedilla, trae origine dall'antico spagnolo, ma non viene più utilizzata nella lingua moderna.
Inoltre, l'affricata /t͡s/ perde la sua componente occlusiva, per diventare una (ancora sibilante, laminodentale) fricativa, /s̪/. Di conseguenza, il sistema dei suoni conteneva allora due fonemi fricativi sibilanti il cui contrasto dipendeva interamente da una sottile distinzione tra i loro luoghi di articolazione: apicoalveolare nel caso della /s/ ereditata dal latino e laminodentale nel caso della nuova sibilante fricativa /s̪/ derivata dall'affricata /t͡s/. Il “problema” di questo ridotto contrasto viene risolto nei dialetti della Spagna settentrionale e centrale dalla dissimilazione paradigmatica e in quelli andalusi, e delle Americhe dalla fusione fonemica.
Nei dialetti settentrionali e centrali, la fricativa laminodentale viene spostata verso una luogo interdentale dell'articolazione, perdendo così il suo sibilio; ne risulta l'interdentale [θ]. Questo suono viene rappresentato nell'ortografia moderna da ‹c› davanti a ‹e› o ‹i›, e da ‹z› altrove. Nel sud della Spagna e nelle Americhe i fonemi /s/ e /s̪/ si confondono, con il nuovo fonema, pronunciato o come [s] (“seseo” — nelle Americhe e in alcune zone dell'Andalusia) o come [θ] (“ceceo” — altre parti dell'Andalusia). In generale, le regioni costiere andaluse preferiscono la [θ], mentre le regioni poste più nell'entroterra prediligono la [s] (vedi cartina del ceceo). La regione del seseo comprende Siviglia, il maggiore porto spagnolo durante la colonizzazione delle Americhe. La maggior parte della gente destinata ad insediarsi nelle nuove colonie rimaneva per un po' a Siviglia prima di partire, e i locali vicini fornivano molta manodopera sulla nave. Di conseguenza, come pensano gli storici della lingua, l'intero Nuovo Mondo di lingua spagnola oggi parla una varietà di lingua derivata ampiamente dalla lingua di Siviglia.
Nel frattempo la fricativa alveopalatale /ʃ/ — risultata dalla fusione della sorda /ʃ/ (scritta ‹x› nello spagnolo antico) con la /ʒ/ sonora (scritta con ‹j› in alcune parole, e in altre con ‹g› davanti a ‹e› o ‹i›) — era in tutti i dialetti spostata posteriormente, per diventare (a seconda della varietà geografica) [x] velare, [χ] uvulare (in certe zone della Spagna), o [h] glottale (in Andalusia e parti delle Americhe, specialmente nella regione caraibica). Questo suono viene rappresentato nella moderna ortografia da ‹j›, o da ‹g› davanti a ‹e› o ‹i›.

### Yeísmo
Già dal XV secolo i documenti dell'epoca mostrano di tanto in tanto l'evidente sporadica confusione tra il fonema /ʝ/ (generalmente scritto ‹y›) e quello laterale palatale /ʎ/ (scritto ‹ll›). Benché la distinzione si sia mantenuta nella grafia, nella maggior parte dei dialetti dello spagnolo moderno, entrambi si sono fusi nello stesso suono palatale non-laterale, il quale può variare foneticamente dalla fricativa palatale [ʝ] a una sibilante [ʒ], a seconda del dialetto geografico. Così, per esempio, la maggior parte dei parlanti spagnoli hanno la stessa pronuncia per haya (dal verbo haber) come per halla (da hallar). Questa fusione fonemica viene chiamata yeísmo, dal nome della lettera ‹y›.